# Феоклит (Дулиас)
Епи́скоп Фео́клит (греч. Επίσκοπος Θεόκλητος, в миру Андре́ас-Хрисовала́ндис Ду́лиас, греч. Ανδρέας-Χρυσοβαλάντης Ντούλιας; род. 1971, Аргос) — архиерей Элладской православной церкви, епископ Тегейский, викарий Мантинейской митрополии (с 2019).

## Биография
Родился в 1971 году в Аргосе, в Греции.
Окончил богословский институт Афинского университета.
26 августа 1993 года был пострижен в монашество в Никольском монастыре в Мантинейской митрополии.
20 сентября 1993 года митрополитом Мантинейским Феоклитом был рукоположен в сан иеродиакона, а 13 ноября 1994 года — в сан иеромонаха и в тот же день возведён в достоинство архимандрита. С 2003 по 2013 год служил эпитропом Мантинейской митрополии, а с 2013 по 2019 год был её протосинкеллом.
21 марта 2019 года Священным синодом иерархии Элладской православной церкви был избран (52 голосами из 74 избирателей) для рукоположения в сан епископа Тегейского, викария Мантенейской митрополии (за архимандрита Иустина (Цангуриса) было подано 2 голоса; 19 бюллетеней было пустыми и 1 — недействительный).
24 марта 2019 года в соборе Святого Василия в Триполи был хиротонисан в сан епископа. Хиротонию совершили: митрополит Мантинейский Александр (Пападопулос), митрополит Аркалохорийский Андрей (Нанакис) (Константинопольский патриархат), митрополит Патрский Хризостом (Склифас), митрополит Фокидский Феоктист (Клукинас), митрополит Артский Каллиник (Коробокис), митрополит Иерисский Феоклит (Афанасопулос), митрополит Маниский Хризостом (Папатанасиу), епископ Керницкий Хрисанф (Стеллатос) и епископ Феспийский Симеон (Волиотис).